# Акюрейри (аэропорт)
Аэропорт Акюрейри (исл. Akureyrarflugvöllur), (ИАТА: AEY, ИКАО: BIAR) — аэропорт внутренних авиалиний, обслуживающий Акюрейри, Исландия. Аэропорт расположен в 3 км от городского центра Акюрейри. Из международных рейсов обслуживаются рейсы в Гренландию, отдельные чартеры в Европу, грузовые рейсы через Атлантический океан и частные рейсы. Владельцем и оператором аэропорта Акюрейри является государственное предприятие Isavia.
Если погодные условия в Кеблавике и Рейкьявике недостаточны для безопасного приземления, то самолёты совершают посадку в аэропорту Акюрейри. Во время извержения вулкана Эйяфьятлайокудль в 2010 году, после закрытия аэропорта Кефлавик из-за вулканического пепла, из аэропорта Акурейри выполнялись многие международные рейсы.

## История
Строительство аэропорта началось в июле 1951 года на плоских глинистых отмелях верхней дельты реки Эйяфьярдарау (исл. Eyjafjarðará) в южном конце Эйя-фьорда, в нескольких километрах от центра Акюрейри. Аэропорт, имевший одну взлётно-посадочную полосу с покрытием их трамбованного гравия, был сдан в эксплуатацию в декабре 1955 года. Здание аэровокзала площадью более 3000 квадратных метров, которое могло обслуживать как внутренние исландские рейсы, так и международные рейсы в Северную Америку (Гренландию) и Европу, было открыто 2 декабря 1961 года. В 1967 году была заасфальтирована взлётно-посадочная полоса.
В 2000 году Isavia провела ремонт и модернизация аэровокзала, чтобы аэропорт соответствовал современным стандартам для осуществления регулярных международных рейсов, а уже в 2007 начала двухлетнюю программу ремонта взлетно-посадочной полосы. После её окончания летом 2009 года взлетно-посадочная полоса стала длиннее на 500 метров, улучшилась системы освещения и захода на посадку. В 2010 году было установлено новое оборудование по управлению системой посадки по приборам.

## Авиакомпании и назначения

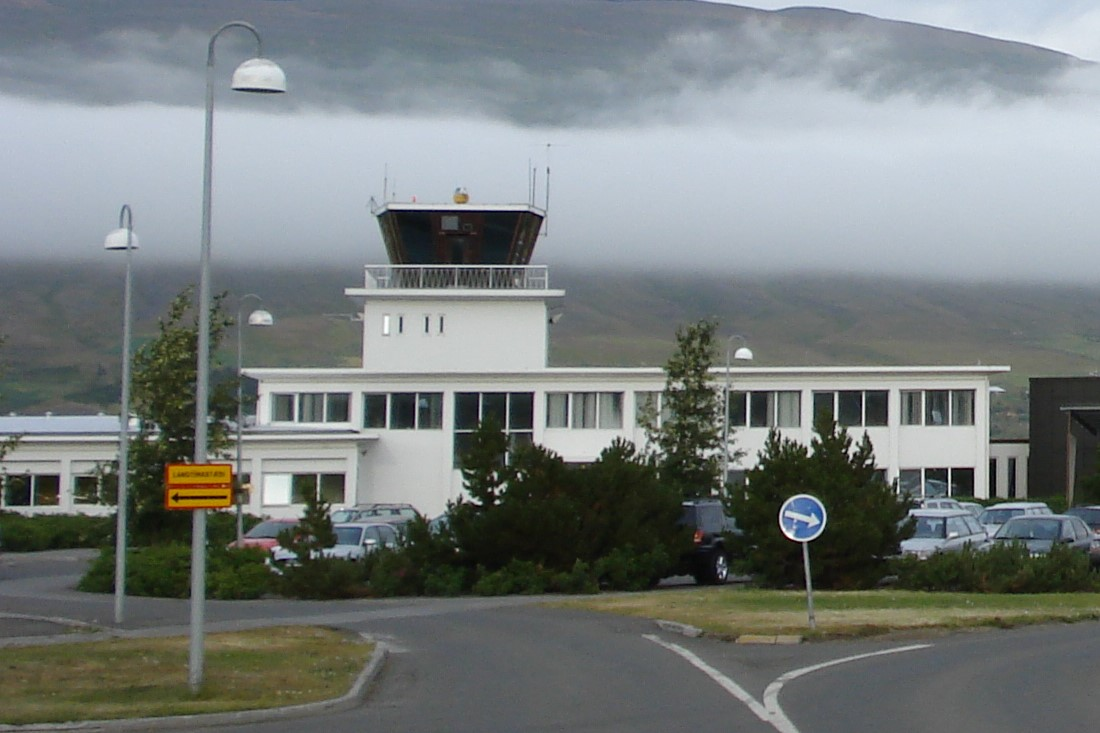
Внешний вид аэропорта

В аэропорту Акюрейри один терминал, в котором на начало 2021 года обслуживаются следующие международные, так и внутренние рейсы:
Air Iceland выполняет ежедневные рейсы между Акюрейри и Рейкьявиком, а Norlandair обслуживает направления на северо-востоке — рейсы на Гримсей (от 3 до 7 раз в неделю), в Вопнафьордюр (5 раз в неделю) и Торсхёбн (5 раз в неделю). Между этими авиакомпаниями существует партнерство, поэтому можно забронировать полеты по одному билету из Рейкьявика в пункты назначения Norlandair с промежуточной остановкой в Акюрейри.
С прекращением работы туристического агентства Super Break больше не осуществляются регулярные рейсы из Акюрейри в Великобританию. До 2019 года Air Iceland выполняла регулярные рейсы между Акюрейри и аэропортом Кефлавик, но затем рейс был отменён.
Из аэропорта Акюрейри авиакомпания Norlandair выполняет круглогодичные регулярные рейсы (от 1-2 раза в неделю) в аэропорт Nerlerit Inaat (Констебль-Пинт) на Земле Джексона в Гренландии и обслуживающий ближайший к Исландии гренландский город Иттоккортоормиит (находится в 40 км к юго-востоку от Nerlerit Inaat и сообщается с ним вертолетными рейсами).
В аэропорту Акюрейри с 2006 года базируется авиакомпания Mýflug, которая по контракту с правительством Исландии предоставляет услуги скорой медицинской помощи по всему острову посредством специально оборудованного самолета Beechcraft Kingair 200.

## Статистика аэропорта
Данные из запроса в Викиданные.